# أنطون تسايلينغر
أنطون تسايلينغر (بالألمانية: Anton Zeilinger) (و. 1945 – م) هو فيزيائي، وعالم فيزياء الكم، وأكاديمي، وأستاذ جامعي، وكاتب غير روائي، من النمسا، وهو عضوٌ في الأكاديمية الألمانية للعلوم ليوبولدينا، والأكاديمية الأوروبية للعلوم والآداب، والأكاديمية الوطنية للعلوم، والأكاديمية الصربية للعلوم والفنون، والأكاديمية الفرنسية للعلوم.

## مناصب وهيئات
أدار معهد ماساتشوستس للتكنولوجيا، وجامعة إنسبروك، وجامعة فيينا.

## جوائز
حصل على جوائز منها:
- جائزة وولف في الفيزياء (2010)
- وسام إسحاق نيوتن (2008)
- ميدالية ويلهلم إكسنر [الإنجليزية]‏ (2005)
- Honorary doctor of the Humboldt University of Berlin ‏ (2005)[16]
- جائزة الملك فيصل العالمية في العلوم (2005)
- وسام الاستحقاق
- النيشان الذهبي للخدمات المقدمة لمدينة فيينا ‏
- وسام الاستحقاق للفنون والعلوم
- قائد فرسان من وسام استحقاق جمهورية ألمانيا الاتحادية.